# Międzynarodowe Targi Książki w Belgradzie

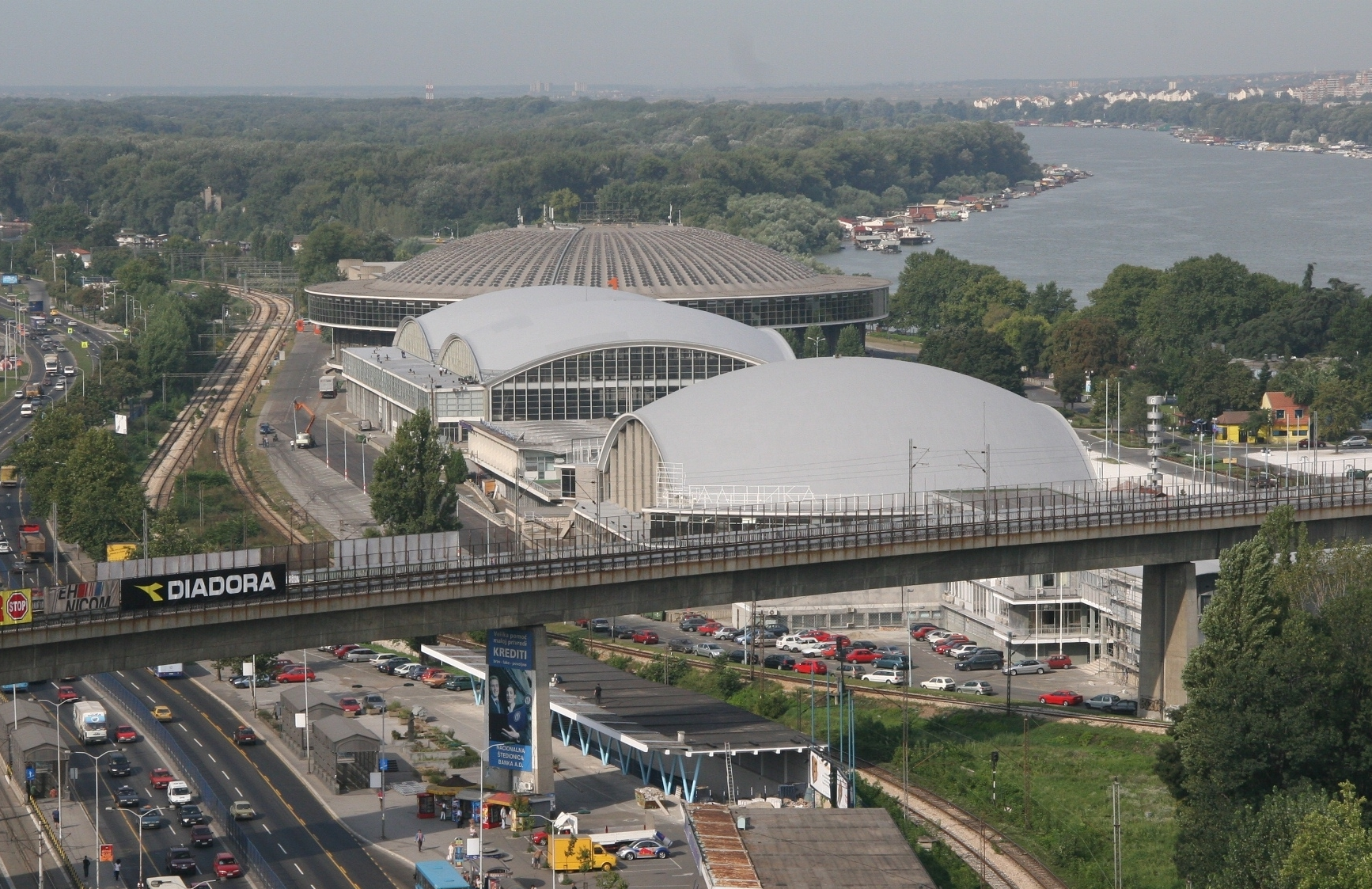
Tereny Targów Książki w Belgradzie

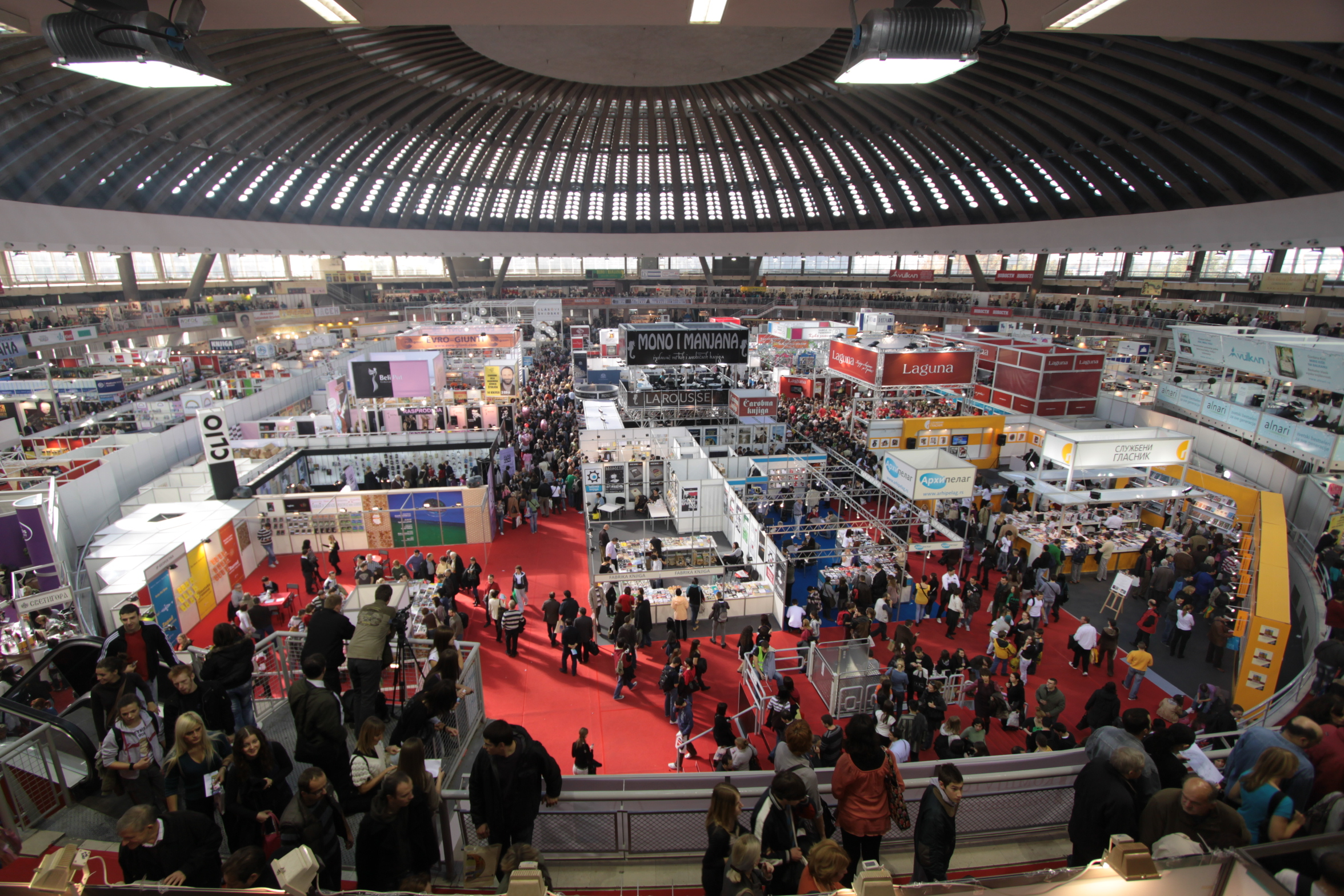
Targi Książki w Belgradzie

Międzynarodowe Targi Książki w Belgradzie (serb. Beogradski sajam knjiga, ang. Belgrade Book Fair) - jedna ze starszych i najważniejszych imprez literackich w Europie. Oprócz programu wydawniczego, impreza obejmuje konferencje, okrągłe stoły, spotkania autorskie, panele dyskusyjne, warsztaty i inne. Targi Książki w Belgradzie są najczęściej odwiedzanym wydarzeniem kulturowym w Serbii. W 2010 na targach gościło 142,716 odwiedzających, w tym 982 akredytowanych dziennikarzy.
Międzynarodowe Targi Książki w Belgradzie corocznie mają rosnącą liczbę wydawców z byłej Jugosławii i z całego świata. Po targach we Frankfurcie i w Warszawie, stały się największym miejscem spotkań wydawnictw z Europy, Ameryki, Azji i Afryki.
Tradycyjnie odbywają się w październiku.